# Pseudoeurycea aurantia
Espèce
Statut de conservation UICN

 CR  : 
En danger critique
Pseudoeurycea aurantia est une espèce d'urodèles de la famille des Plethodontidae.

## Répartition
Cette espèce est endémique de l'État d'Oaxaca au Mexique. Elle se rencontre vers 2 805 m d'altitude dans la Sierra Juárez à Peña Verde.

## Publication originale
- Canseco-Márquez & Parra-Olea, 2003 : A new species of Pseudoeurycea (Caudata: Plethodontidae) from northern Oaxaca, México. Herpetological Journal, vol. 13, p. 21-26 (texte intégral).